# Korskällan
Korskällan, en "helig källa" längs pilgrimsleden Romboleden. Källan ligger på gränsen mellan Dalarna och Jämtland. Vid platsen möts Lillhärdals socken i Härjedalens kommun, Älvdalens socken i Älvdalens kommun och Mora socken i Mora kommun.